# Shahganj
Shahganj es una ciudad y municipio situada en el distrito de Jaunpur en el estado de Uttar Pradesh (India). Su población es de 26556 habitantes (2011). 

## Demografía
Según el censo de 2011 la población de Shahganj era de 26556 habitantes, de los cuales 13812 eran hombres y 12744 eran mujeres. Shahganj tiene una tasa media de alfabetización del 85,51%, superior a la media estatal del 67,68%: la alfabetización masculina es del 90,02%, y la alfabetización femenina del 80,62%.